# Книга джунглей (франшиза)
«Книга джунглей» (англ. The Jungle Book) — диснеевская медиафраншиза, начавшаяся с одноимённого мультфильма 1967 года, основанного на одноимённом сборнике рассказов Редьярда Киплинга. Режиссёром являлся Вольфганг Райтерман. Успех мультфильма привёл к созданию продолжения, двум мультсериалам, компьютерным играм и двум ремейкам 1994 и 2016 годов.

## Мультфильмы

### Книга джунглей
Мультфильм рассказывает о приключениях мальчика Маугли, выросшего в джунглях. Столкнувшись с неизбежной смертью от тигра Шер-Хана, Маугли должен преодолеть свое нежелание покинуть свою волчью семью и вернуться в деревню. Но он не одинок в своих поисках: с помощью мудрой пантеры Багира, а затем беззаботного медведя Балу он преодолевает многие опасности джунглей.

### Книга джунглей 2
Некоторое время пожив в деревне людей, Маугли становится местной знаменитостью благодаря своим рассказам о веселье в джунглях. Однако его приёмный отец, которого Маугли называет «сэр», боится джунглей из-за царапины, полученной от Шер-Хана. Маугли скучает по джунглям, то же самое чувствует по отношению к нему его старый друг Медведь Балу. Однажды он, даже несмотря на запрет Багиры, пробирается в деревню и забирает Маугли, к великой радости последнего. За ними по пятам идут возлюбленная Маугли, девочка Шанти, и его маленький сводный брат Ранджан, который втайне очарован его рассказами о джунглях и хочет жить вольной жизнью диких зверей. Но не только эти четверо вышли на арену: тигр Шер-Хан жаждет мальчику мести и теперь намерен убить его…

## Фильмы

### Книга джунглей (1994)
Выросший в джунглях среди диких животных Маугли (Джейсон Скотт Ли) влюбляется в Кэтрин «Китти» Брайдон (Лена Хеди), дочку полковника Джефри Брайдона (Сэм Нилл), с которой он был знаком ещё до того, как потерялся в джунглях. Но подлый жених Кэтрин, капитан Бун, получив от неё отказ, похищает её, чтобы заставить Маугли привести его к сокровищам затерянного обезьяньего города.

### Книга джунглей: История Маугли
Когда на деревню, в которой проживал Маугли, напал злобный тигр Шерхан, мальчик, убегая от хищника, потерялся в джунглях. К счастью, его приютили добрые волки, которые защитили ребёнка от Шерхана. Также Маугли познакомился с медведем Балу и чёрной пантерой Багирой, ставшими ему впоследствии наставниками.

### Книга джунглей (2016)
После того, как свирепый тигр Шер-Хан угрожает его жизни, мальчик Маугли, воспитанный волками, покидает свой дом в джунглях и, руководствуясь суровой пантерой Багирой и свободным медведем Балу, отправляется в путешествие самопознания.

### Книга джунглей 2 (TBA)
После финансовых сборов и положительной критики первого фильма студия начала работу над продолжением. Джон Фавро вернётся в качестве режиссёра, и Нил Сети повторит свою роль, в то время как сценарист Джастин Маркс также ведет переговоры о его возвращении. 25 апреля 2016 года было объявлено, что Фавро и Маркс вернутся в кресла режиссёра и сценариста соответственно, а продолжение возможно выйдет в 2019 году и будет демонстрироваться вместе с «Королём Львом». Однако в марте 2017 года было объявлено, что продолжение было приостановлено, чтобы Фавро вместо этого сосредоточился главным образом на «Короле Льве». К 12 января 2018 года Маркс закончил ранний черновик сиквела, который, по его словам, «пойдет дальше» по материалам Киплинга, а также по элементам отклоненных черновиков Билла Пита для фильма 1967 года. В октябре того же года Нил Сети подтвердил что он повторит роль Маугли.
Disney сообщила, что фильм выйдет 8 апреля 2022 года.

## Мультсериалы

### Чудеса на виражах
Действие мультсериала «Чудеса на виражах» происходит в вымышленном портовом городе-государстве Кейп-Сюзет, окружённом со всех сторон гигантскими скалами. С внешним миром Кейп-Сюзет соединяет маленький проход, который охраняется противовоздушной артиллерией, не пропускающей воздушных пиратов. Персонажи мира мультфильма «Чудеса на виражах» являются антропоморфными животными. Время действия в сериале не указано, но похоже, что оно соответствует второй половине 1930-х гг. или же началу 1940-х: в одной из серий упоминается «Великая война», закончившаяся около 20 лет назад (так в межвоенный период называлась Первая мировая война). Вертолёты и реактивные двигатели пока что являются экспериментальными и не имеют широкого распространения, большая часть архитектуры напоминает стиль ар-деко 1930-х годов, радио является основным средством массовой информации (кроме того, издаются газеты и в кинотеатрах перед началом сеанса демонстрируется кинохроника), а в одном из эпизодов появляется намёк на то, что герои мультсериала ещё ничего не знают о телевидении. Гидросамолёт главного героя Conwing L-16, ласково называемый «Нырок» или «Утёнок» (англ. Sea Duck) внешне выглядит как комбинация реальных самолётов Grumman JRF и Fairchild C-82.

## Видеоигры

### Talespin
TaleSpin — видеоигра 1991 года, выпущенная компанией Capcom для NES. Игра основана на мультсериале «Чудеса на виражах». Игра также был выпущена на Game Boy. Sega выпустила свои собственные версии TaleSpin на Sega Mega Drive/Genesis и Sega Game Gear. NEC также сделала его для своей системы TurboGrafx-16. Эта игра включает приключения Балу и Кита Клаудкикера, двух медведей, доставляющих груз для Ребекки Каннингем, еще одного медведя. Тем не менее, Шер Хан, злой тигровый магнат, хочет вывести Ребекку из бизнеса, поэтому он нанимает воздушных пиратов во главе с Доном Карнаджем, чтобы сделать свою грязную работу.

### The Jungle Book
The Jungle Book (рус. Книга джунглей) — серия видеоигр по мотивам диснеевского мультфильма «Книга джунглей» (1967 год), впервые выпущенных в 1994. Первый релиз был выпущен Virgin Interactive в 1994 году для Sega Master System. Перевыпуски для Game Boy, NES (для которой игра стала одним из последних тайтлов, выпущенных сторонним разработчиком), Sega Mega Drive/Genesis, Sega Game Gear, Super NES, Game Boy Advance и PC также последовали в 1994 г. Хотя дух игры во всех версиях сохранён, технологические различия вызвали сильные изменения в релизах, породив 6 весьма различных версий одной и той же игры.

### The Jungle Book Groove Party
The Jungle Book Groove Party — музыкальная ритм-игра, разработанная Ubisoft и изданная Disney Interactive для PlayStation и PlayStation 2. Игра, похожая на серию Dance Dance Revolution, включает персонажей и песни из оригинального мультфильма. Игра была упакована с танцевальной площадкой.

### Kinect: Disneyland Adventures
Kinect: Disneyland Adventures — видеоигра с открытым миром с управлением движением 2011 года для Kinect для Xbox 360, разработанная Frontier Developments и изданная Microsoft Studios. Действие игры происходит в парке «Диснейленд». Балу и Маугли из появляются в качестве персонажей встречи и приветствия в стране приключений в игре.

### Disney Infinity
Disney Infinity — серия видеоигр с приключенскими игрушками, которая транслировалась с 2013 по 2016 год, разработанная Avalanche Software и опубликованная Disney Interactive Studios. Мультфильм «Книга джунглей» упоминался на протяжении всей серии, начиная со второй игры, Disney Infinity: Marvel Super Heroes (2014), с внутриигровыми игрушками и силовыми дисками, основанными на персонажах и настройках фильма. В 2016 году была выпущена фигурка Baloo для консоли, а затем для мобильных версий Disney Infinity 3.0 (2015), для использования которой требовалось обновление загружаемого контента. Хотя эта фигура была выпущена для продвижения ифильма 2016 года, она основана на версии персонажа 1967 года.

## Актёрский состав и персонажи

### Создатели
| Создатели                 | Мульфильмы | Мульфильмы                              | Фильмы                                                                                                 | Фильмы                         | Фильмы                                      | Фильмы                                      |
| Создатели                 | Книга джунглей | Книга джунглей 2                        | Книга джунглей                                                                                         | Книга джунглей: История Маугли | Книга джунглей                              | Книга джунглей 2                            |
| Создатели                 | 1967 | 2003                                    | 1994                                                                                                   | 1998                           | 2016                                        | TBA                                         |
| ------------------------- | --- | --------------------------------------- | --- | ------------------------------ | ------------------------------------------- | ------------------------------------------- |
| Режиссёры                 | Вольфганг Райтерман                                                                                               | Стив Тренбёрт                           | Стивен Соммерс                                                                                         | Ник Марк                       | Джон Фавро                                  | Джон Фавро                                  |
| Продюсеры                 | Уолт Дисней | Кристофер Чейз Мэри Торн                | Раджу Пател Эдвард С. Фельдман                                                                         | Марк Х. Овитц                  | Бригхэм Тейлор                              | Бригхэм Тейлор Джон Фавро                   |
| Сценаристы                | Ларри Клеммонс Ральф Райт Кен Андерсон Вэнс Герри Флойд Норман (в титрах не указан) Билл Пит (в титрах не указан) | Карл Герс                               | Стивен Соммерс                                                                                         | Хосе Ривера Джим Херцфелд      | Джастин Маркс                               | Джастин Маркс                               |
| Композиторы               | Джордж Брунс | Джоэл Макнили                           | Бэзил Поледурис                                                                                        | Роберт Фолк                    | Джон Дебни                                  | TBA                                         |
| Монтажёры                 | Том Акоста Норман Карлайл                                                                                         | Кристофер К. Ги Питер Лонсдэйл          | Боб Дюксе                                                                                              | Алан Баумгартен                | Адам Герстл Марк Ливолси                    | TBA                                         |
| Производственные компании | Walt Disney Productions                                                                                           | Walt Disney Pictures DisneyToon Studios | Walt Disney Pictures Baloo Productions Jungle Book Films                                               | Walt Disney Pictures           | Walt Disney Pictures Fairview Entertainment | Walt Disney Pictures Fairview Entertainment |
| Дистрибьюторы             | Buena Vista Distribution                                                                                          | Buena Vista Pictures                    | Buena Vista Pictures (Северная Америка и другие выбранные страны) MDP Worldwide (все остальные страны) | Buena Vista Home Entertainment | Walt Disney Studios Motion Pictures         | Walt Disney Studios Motion Pictures         |
| Длительность              | 78 мин. | 72 мин.                                 | 111 мин.                                                                                               | 77 мин.                        | 105 мин.                                    | TBA                                         |
| Даты выхода               | октябрь 18, 1967                                                                                                  | февраль 9, 2003                         | декабрь 21, 1994                                                                                       | сентябрь 29, 1998              | апрель 15, 2016                             | TBA                                         |